# Quentin Costa
Quentin Costa es un personaje de la serie de televisión estadounidense Nip/Tuck. Él es un cirujano plástico que trabaja para el consultorio McNamara/Troy y posteriormente para el spa De La Mer.  Quentin Costa está interpretado por el actor Bruno Campos.

## Historia del personaje
Quentin es un cirujano plástico de Atlanta que ha arribado para asistir al doctor Christian Troy para practicar una operación facial a Sean McNamara (una cortada en el pómulo derecho producido por The Carver).
Sean McNamara dejara el trabajo de cirujano plástico y le ofrecerá a Quentin ser parte de la firma de cirujanos. Inicialmente Christian se negara a cambiar de socio, pero más adelante sedera y apoyara la decisión.
Episodios más tarde Quentin saldrá a visitar clubes con Sean, Mientras Quentin recibe sexo oral de parte de unas colegialas le guiña el ojo a Sean. Esto lo enfurece y deja el cuarto. En el mismo episodio Christian durante una operación le solicita ayuda a Quentin para que se encargue de Kit, quien integra una relación de tres personas con Christian y Kimber Henry. En la cama Quentin le tocara provocativamente el trasero a Christian, dejando en evidencia la bisexualidad de Quentin, esto provoca una pelea y el cese del acto sexual.
Más adelante Christian sospecha de que Quentin está involucrado con drogas, así que solicita la ayuda de Sean, quien estaba retirado del oficio, para llevar a cabo la cirugía de trasplante facial.
Por eso Sean decide volver a la cirugía, pero existe un sentimiento de odio entre Quentin y Sean debido a que este se ha relacionado con Julia McNamara, la exesposa de Sean McNamara.
Más adelante Quentin es atrapado mientras un paciente del consultorio le practica sexo anal a Quentin. Sean ve esto como la oportunidad perfecta para despedirlo, así que lo obliga a decidir entre perder la licencia de cirujano o renunciar a la firma.
Quentin renuncia a la firma con el requisito que le paguen la mitad del último mes. Consigue trabajo en De La Mer, el spa manejado por Julia McNamara, pero poco después es despedido por tener una pelea con Julia McNamara.
Julia queda embarazada y Sean sospecha que sea hijo de la relación que tuvo con Quentin, pero más adelante será desmentido debido a la prueba de que Quentin no tiene pene. Se confirma que el hijo es de Sean.
En el final de la Tercera Temporada (Episodio 3.15, "Quentin Costa") se revela la identidad de The Carver, quien es en realidad Quentin Costa, asistido por su hermana	Kit McGraw.

## Rasgos del personaje
- Durante un tiempo ha consumido cocaína, aunque admite que fue durante un breve periodo.
- Quentin es bisexual.
- En el episodio 3.14 ("Cherry Peck") se rebela que Quentin no tiene pene por un defecto durante la gestación (esto se debe a que fue producto de un incesto), llamado Deficiencia 5-alpha-reductase.
- En el último capítulo él es víctima de The Carver, pero aquí se revela que él es quien lo personifica, junto a la ayuda de su hermana meno Kit.
- Quentin menciona una vez tener un hermano menor, pero seguramente esta sea otra mentira
- Quentin puede ser un buen oponente en pelea, esto se muestra cuando consigue reducir al soldado que lo estaba atacando, pero podría también ser que el soldado estuviese medicado.

### Club de fanes
- Can't Stop Giving: El sitio aprobado por Quentin Costa/Bruno Campos

- Datos: Q383377